# Bezirkssportanlage Paul Renz
Paul-Renz-Akademie ist der Name der FCA-Akademie auf dem Gelände der ehemaligen Bezirkssportanlage Paul Renz bzw. Bezirkssportanlage Nord.
Die Bezirkssportanlage Paul Renz war eine städtische Sportanlage im Stadtteil Oberhausen der schwäbischen Stadt Augsburg. Sie war die traditionelle Heimstätte des Bundesligisten FC Augsburg, der das Stadion später als Trainingsstätte nutzte. Benannt war sie seit 1994 nach dem Augsburger Fußballidol Paul Renz (1920–1993), dem ehemaligen Jugendleiter des FC Augsburg.

## Geschichte
Die Anlage wurde am 18. September 1958 als Sportanlage Nord eingeweiht und diente dem BC Augsburg beziehungsweise FC Augsburg als Vereinsanlage. 1978 wurde das Gelände von der Stadt übernommen und am 21. September 1994 nach Paul Renz benannt.
Das Gelände umfasst 60.000 m².
Während der Fußball-Weltmeisterschaft der Frauen 2011 diente das Stadion als Trainingsgelände. 